# ボクシンググローブ

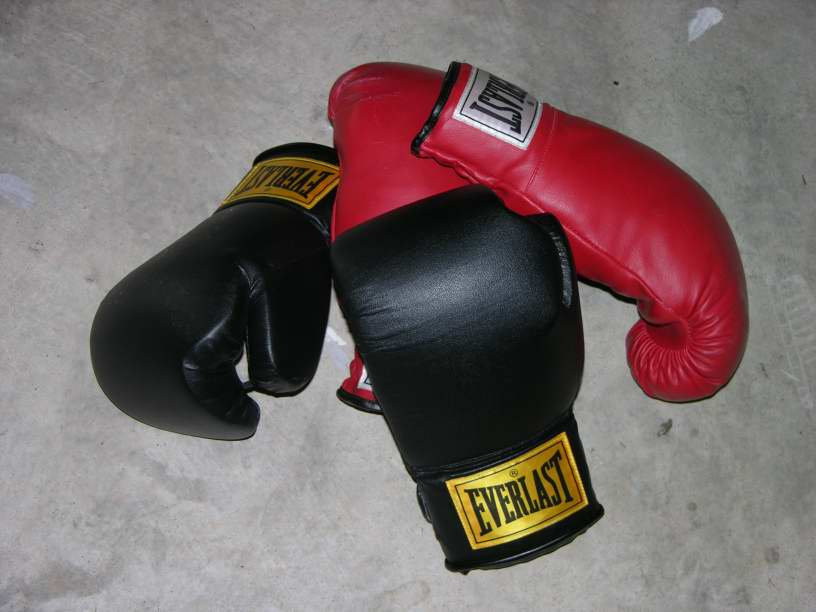
ボクシンググローブ

ボクシンググローブ（Boxing gloves）は、ボクシングで使用する用具のひとつで、拳を保護するために使用される。ボクシングと冠しているがキックボクシングなど打撃系の格闘技でも使用される。大きく分けて試合用のオンスグローブと練習用のパンチンググローブがある。

## 構造

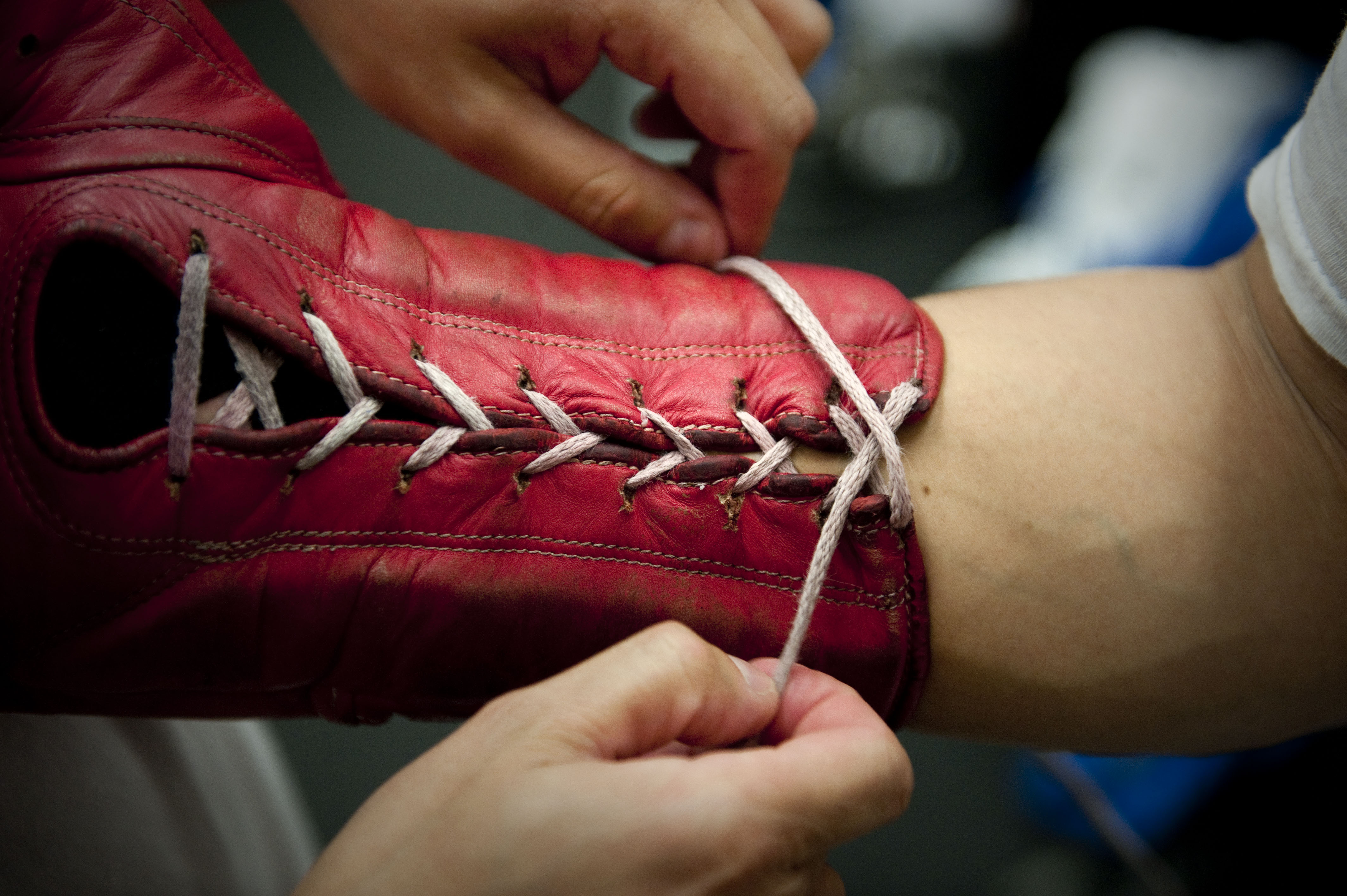
グローブの紐

動物の革を使用し、衝撃吸収剤を挟んで拳全体を包む構造をしている。最近ではサミング防止のストッパーが付けられている物が主流となっている。
バンデージを巻いた後に装着し、固定する。
プロ用は紐付きとなっていて、紐を縛ってさらにテーピングなどで固定する。
アマチュア用は有効打がわかりやすいように指の辺りを白に変えている。面ファスナー式が多い。

## 歴史
古代ギリシアのボクシングでは素手で戦っていたが、拳の保護のため手袋を使用するようになった。
古代オリンピックでボクシングが採用された際、ヒマンテスと呼ばれる雄牛の皮から作った革紐を巻いて拳を保護していた。
近代ボクシング黎明期には1743年の初のルールブック「ブロートン・コード」(Broughton's Rule) に従い、イギリスではマフラーと呼ばれるグローブが使用されていた。
1838年にロンドン・プライズリング・ルールズが制定された際に素手（ベアナックル）で戦うルールになり、グローブは廃止。
現在使用されているものは、1867年のクインズベリー・ルール制定とともに誕生した。

### メーカー
20世紀初頭にはグローブメーカーとして、ドイツでは1910年設立のカスパーベルク・スポーツ、アメリカではエバーラスト、イギリスのジョン・ウッドブリッジ・アンド・サンズ、メキシコのレイジェスなどがあった。
その後、日本のウイニング、イギリスのロンズデール、ライヴァル、ドイツのアディダス、アメリカのグラントなどが製造を開始した。

## グローブの規定

### JABF
日本ボクシング連盟（JABF）では、シニアが片方10オンス、ジュニアはライトウェルター級までは片方10オンス、それ以上は片方12オンスと規定されている。

### JBC
日本ボクシングコミッション（JBC）では、JBCルール第2部第14章において、試合で使用するグローブの階級ごとの重さなどを規定している。
男子はミニマム級からスーパーライト級まで片方8オンス（227グラム）、ウェルター級からヘビー級までが10オンス（283.5グラム）、女子はアトム級からフェザー級までが8オンス、スーパーフェザー級からは10オンスのグローブを用いる。一方、国際ボクシング機構（IBO）ではウェルター級以下が8オンス、スーパーウェルター級（ジュニアミドル級）以上が10オンスである。
グローブはすべてインスペクター検査済みの物を使い、タイトルマッチの際は更に未使用の（＝会場で初開封する）物を用いる。
紐は必ず手首の外側で結び、その上をテープで巻く。グローブを折る、ねじ曲げるなどして詰め物の移動をはかったり、グローブの外部を傷つけたりしてはならない。

また原則として、興行のメインで行われる試合の場合には、選手がバンデージ（包帯）を着用した手をレフェリーが検査した後、リング上でグローブを着けることになっているが、インスペクター同席の下に控室で着用することも許可されており、試合運営上、この控室での着用が増えている。

## 近年の動向
1990年代初頭まで、WBA・WBCともにミニマム級からスーパーフライ級までは6オンスグローブ（170グラム）を使用するのが通例であり、日本国内の公式試合もこれに従っていたが、WBCが安全性を高めたいとの目的で1992年春以降で6オンスを廃止、WBA、JBCが1995年12月31日これに続いて使用を止め、6オンスグローブは世界的に使用されなくなり、多くのメーカーで製造が中止された。練習のスパーリングでは14オンス、16オンスなどのグローブが使用されるが、その一方で公式試合では軽いグローブへ回帰しようとする風潮もある。
2006年9月、東京で開催されたWBA第85回年次総会の医事会議では、当時東日本協会の健康管理委員長だった渡辺均（ワタナベボクシングジム会長）がグローブの重量変更を提案した。ミニマム級からスーパーバンタム級までを6オンス、フェザー級からウェルター級までを8オンス、スーパーウェルター級以上を10オンスとする内容だったが、医学的データが添えられなかったこともあり、実現には至っていない。
ほぼ同時期にPABAでは、2006年12月1日から1年間の期限付きで、ミニマム級、フライ級、スーパーフライ級の3階級のタイトルマッチにおいて試験的に6オンスグローブを導入し、その結果によっては当時の上位団体だったWBAでも6オンスの使用を検討しようという動きがあった。PABAのアラン・キム事務局長は、小さいグローブで顔面を打撃する衝撃によりKOが多発する格闘技で事故が報告されていないことに触れ、大きいグローブによるダメージでは即座にKOに結びつかず、加撃され続けることでダメージが蓄積するためにかえって危険であり、早いKOの方が安全だとする考えで試験導入に踏み切ったとPABA内部の声を伝えた。しかし安全性と興行的演出の両面から見解が分かれる事案であり、現状では6オンスグローブは復活していない。
男子プロボクサーの公式試合では前節にある通り、JBCの規定によりミニマム級からスーパーライト級までは8オンス、ウェルター級以上の階級では10オンスのグローブを使用するため、体とグローブサイズのバランス面で、ミニマム級とウェルター級の選手の負担が比較的大きい。同様に女子プロボクサーではアトム級、スーパーフェザー級の選手、アマチュアシニアではライトフライ級の選手、アマチュアジュニアではピン級、ウェルター級の選手の負担が大きい。
各グローブメーカーでは、ナックル部分の改良にとどまらず、素材や内部構造、縫製などによってカットや骨折を防止するための開発が行われている。

## グローブでの殴打の安全性

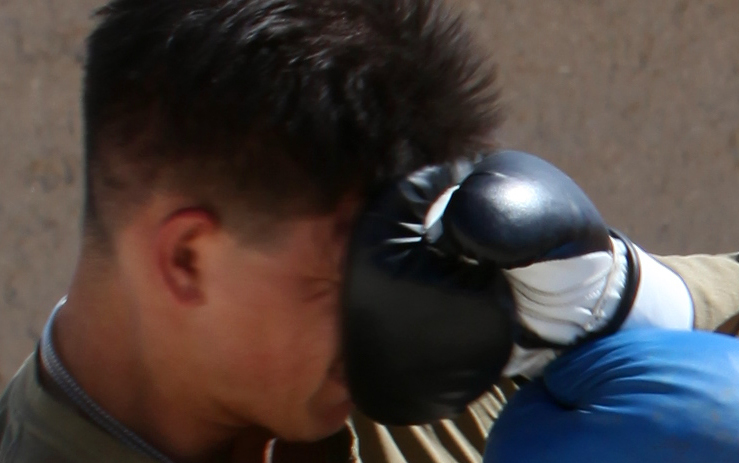
グローブでの頭部殴打

グローブを付けての殴打は、素手での殴打に比べて外傷を防ぐ事が出来るが、脳への衝撃が減少するわけではない。また、グローブの有無、軽重での安全性（脳へのダメージ累積）やノックアウト発生率の変化に関する結論は出ていない。
理学博士の吉福康郎は著書『格闘技「奥義」の科学』において「グローブを重くすればするほど、衝撃力、力積ともに大きくなる」とし、重いグローブ着用での殴打に警鐘を鳴らしている。新日本木村ボクシングジムの石井敏治トレーナーも重いグローブは「（重いグローブを使用したスパーリングは）打撃を受けた直後に症状が出にくいためにスパーリングはそのまま続行され、続けて受けたダメージが累積するのも事実である」としている。しかし石井は、軽いグローブの方が安全であるという医学的な確証もまた存在しないことや、試合では選手がファイティングポーズを示し続ける以上試合が続行されるため、グローブの軽重と安全性は関連が薄いと考えられることなどを理由に前述のPABAのルール改正には反対を表明した。

## メーカー
- ウイニング
- レイジェス
- エバーラスト
- グラント
- ボディメーカー
- ツインズ
- ウィンディ
- ヴェノム
- アディダス
- イサミ
- グローバルスポーツ
- RDX SPORTS